# Элитаризм
Элитари́зм (фр. élitisme, от фр. elite — лучшее, отборное, избранное) — концепция, постулирующая естественность и позитивность образования в обществе элитных страт, то есть необходимость разделения общества на элиту и остальную  массу.
Согласно этой концепции, отсутствие процесса формирования так называемых элит — признак неразвитости, застойности или дегенерации общества. Элита в таком понимании закрыта, её члены не приемлют или презирают не принадлежащих к ней людей. Элитаризм противопоставляется эгалитаризму.
Элитаризм также является идеологическим проявлением лежащего в основании человеческой психологии стремления к удовлетворению потребностей полноценными и совершенными формами существования и жизни.
Элитаризм — это концепция отделения лучшего от худшего, концепция жизни во имя высших жизненных целей, концепция развития «высшего человека», подобного богам. Элитаризм призывает развивать свою личную силу, свои способности, жить в постижении тайн природы и гармонии с ней. С некоторыми допущениями к мыслителям-элитаристам можно отнести, например: Парето, Юлиуса Эволу, Фридриха Ницше и ряд других мыслителей, которых можно назвать предтечами элитаризма западной цивилизации.